# Marcela Rzymianka
Marcela Rzymianka (ur. 325–335 w Rzymie, zm. 410) – wdowa, święta Kościoła katolickiego.
Pochodziła z rodu Marcellich, będących gałęzią rodu Klaudiuszy. Naciskana przez rodzinę wyszła za mąż. Owdowiawszy po siedmiu miesiącach zaczęła wieść życie ascetyczne wzorem mnichów egipskich, poświęcając się modlitwie i studiowaniu Biblii. Była przyjaciółką św. Pauli. W latach 382–385 utrzymywała bliski kontakt ze św. Hieronimem ze Strydonu. Zmarła podczas zdobywania Rzymu przez Wizygotów pobita przez nich na śmierć.
Jej wspomnienie liturgiczne obchodzone jest 31 stycznia.